# Márcio May
Márcio May (Salete, 22 de maio de 1972) é um ciclista brasileiro, hoje aposentado.
Márcio May representou o Brasil em três Jogos Olímpicos: Atenas, Atlanta e Barcelona.
Defendeu a seleção brasileira durante 16 anos e conquistou várias medalhas para o Brasil, incluindo uma medalha de bronze na prova de revezamento 4x4000 em velódromo nos Jogos Pan-Americanos de Mar del Plata, na Argentina em 1995, e uma medalha de bronze no contrarrelógio individual dos Jogos Pan-Americanos de Winnipeg, no Canadá, em 1999.
Márcio já passou pelas principais equipes brasileiras, entre elas a Memorial de Santos e a Caloi, ambas em São Paulo. Em 2005 passou a integrar a equipe Scott de São José dos Campos.
Deixou as competições oficiais no dia 6 de janeiro de 2008, na Copa América de Ciclismo realizada no Rio de Janeiro.
Atualmente compete em provas como amador, representante de marcas de produtos para o ciclismo, e é o organizador do Desafio Márcio May de Ciclismo de Estrada e Mountain Bike que acontece na cidade de Rio do Sul, em Santa Catarina.

## Equipes que integrou
- Acavi/Salete (SC) - 1987
- Schlösser/Brusque (SC) - 1988 a 1990
- Metalciclo/Rio do Sul (SC) 1991/1992
- Caloi - São Paulo (SP) - 1992 a 1996<
- Caloi/Petrobras - São Paulo (SP) 1997
- Caloi/Paraná - 1998
- Caloi - (PR) - 1999
- Memorial/Cairu/Santos - 2000/2001
- Memorial/Cairu/VZAN/Santos – 2002 a 2004
- Scott/Marcondes Cesar/FADENP/São José dos Campos – 2005 a 2008

## Principais conquistas
1987
- Vice-campeão catarinense - Novatos

1989
- Vice-campeão brasileiro júnior de resistência
- Campeão do ranking catarinense - categoria Aspirantes

1990
- 4º colocado 200 Milhas Juvenis - Uruguai
- Campeão do ranking catarinense - categoria Elite
- Campeão brasileiro júnior de perseguição individual
- Campeão brasileiro júnior de 4x400m
- Campeão brasileiro júnior de 4x70km
- 8º colocado da Volta de Santa Catarina
- Campeão aspirantes da Volta de Santa Catarina
- Campeão aspirantes da Volta de Caxias do Sul

1991
- Campeão do I Troféu Metalciclo - Rio do Sul
- Vice-campeão de resistência dos Jogos Abertos de Santa Catarina
- 4º colocado na Prova Internacional 9 de Julho - São Paulo (SP)
- Vice-campeão do ranking catarinense

1992
- 20º colocado na prova 4x100km das Olimpíadas de Barcelona
- 3º colocado nas 500 Milhas do Norte - Uruguai
- 3º colocado na GP Fórmula 1 de Ciclismo - Interlagos
- Campeão das seletivas para as Olimpíadas de Barcelona
- Campeão da Prova Internacional 9 de Julho - São Paulo (SP)
- Bicampeão do Troféu Metalciclo - Rio do Sul - SC
- Campeão de 1 etapa das 500 Milhas de Santa Bárbara d'Oeste (SP)
- 4º colocado Volta de Santa Catarina
- Campeão de resistência dos Jogos Abertos de Santa Catarina
- 5º colocado da Volta do Mercosul
- Campeão 1 etapa Volta Internacional do Peru

1993
- Tricampeão do Troféu Metalciclo - Rio do Sul (SC)
- Campeão brasileiro 4x100 km
- Campeão brasileiro 4x4000
- 3º colocado Volta de Santa Catarina
- Campeão de 1 etapa da Volta de Santa Catarina
- 10º colocado na Volta do Uruguai
- Participou de um mês de competições na Bélgica

1994
- 27º colocado na Volta da Bélgica
- Campeão da Australiana Jogos Abertos de São Paulo
- Campeão de 1 etapa da Volta de Santa Catarina
- Campeão 1 etapa da Volta do Peru
- 5º colocado da Volta do Peru
- Campeão da Copa Ferraro - Cascavel
- 3º colocado campeonato sul-americano 4x4000m - Venezuela

1995
- Campeão de 1 etapa do Troféu Brasil - Santos
- 3º colocado 4x4000 Jogos Pan-Americanos de Mar del Plata - Argentina
- Bicampeão Prova Internacional 9 de Julho - São Paulo (SP)
- Campeão de Resistência dos Jogos Abertos do Paraná
- 47º colocado no Mundial da Colômbia de Resistência – conquistando vaga para a Olimpíada de Atlanta
- Campeão de Metas Volantes na Clássica Valle Caucana - Colômbia

1996
- 6º colocado no Circuito del Porto - Itália
- 2º melhor estrangeiro no Giro de Abruzzo - Itália
- Campeão pan-americano de resistência - Venezuela
- Participação nas Olimpíadas de Atlanta
- Campeão de 1 etapa da Volta de Santa Catarina

1997
- Campeão de 1 etapa do Torneio de Verão - Santos
- 8º colocado na Volta do Chile
- 3º colocado na Volta do Uruguai
- 11º colocado da Volta de Mendoza - Argentina
- Vice-campeão da Volta do Litoral do Paraná
- Vice-campeão pan-americano de Resistência - Colômbia
- Campeão da Volta à Ilha - Florianópolis
- Campeão da Volta Ciclística de Santa Catarina
- Campeão de 3 etapas da Volta de Santa Catarina
- Eleito pela ABRADIBI o melhor ciclista brasileiro de 1997

1998
- Líder da Volta do Uruguai por 5 etapas
- 3º Colocado da Volta do Uruguai
- Campeão por equipe Volta do Uruguai
- Campeão da Volta da Inconfidência Mineira
- Campeão brasileiro de contrarrelógio individual
- 3º colocado Campeonato Brasileiro de Resistência
- 3º colocado Campeonato Brasileiro de Circuito
- Campeão geral da Volta Internacional do Anel de Integração Paraná
- Campeão geral da Volta Internacional de Santa Catarina
- Campeão contrarrelógio Jogos Abertos de Santa Catarina
- 3º colocado Campeonato Pan-Americano de Contrarrelógio individual
- Vice-campeão Jogos Sul-Americanos de Contrarrelógio individual

1999
- Campeão prólogo da Volta Ciclística do Chile
- Vice-Campeão Geral da Volta Ciclística do Chile
- 4º colocado Volta Ciclística do Uruguai
- 3º colocado Volta do Descobrimento - Porto Seguro - BA
- Bicampeão da Prova da Inconfidência Mineira - Belo Horizonte
- Vice-campeão V Volta do Litoral do Paraná
- Medalha de bronze contrarrelógio Jogos Pan-Americanos de Winnipeg
- 4º colocado na Volta de Santa Catarina
- Campeão da Volta de Caxias do Sul - RS
- Campeão contra-relógio Jogos Abertos do Paraná
- Campeão do ranking brasileiro

2000
- Vice-campeão de 2 etapas da Volta de Mendoza - Argentina
- Campeão de 1 Sub-etapa da Volta de Mendoza - Argentina
- 3º colocado em 1 etapa da Volta de Mendoza - Argentina
- Vice-campeão da Prova de Resistência da Volta da Inconfidência
- 3º colocado GP 1º de Maio - Indaiatuba
- Vice-campeão Volta Ciclística do Litoral Paranaense
- Vice-campeão Pan-americano de Contrarrelógio individual - Colômbia
- Campeão da Volta do Sul - Criciúma
- Campeão do GP 65 Anos da Federação Gaúcha de Ciclismo
- 3º colocado da Volta de Santa Catarina
- Vice-campeão do ranking brasileiro

2001
- Campeão da terceira etapa da Volta de Mendoza - Argentina
- 10º Colocado na Volta de Mendoza - Argentina
- Vice-campeão da Volta da Serra do Mar
- Vice-campeão brasileiro de contrarrelógio individual
- Campeão do contrarrelógio da Volta de Santa Catarina
- 5º Colocado na Volta de Santa Catarina
- Campeão dos 100 km A Tribuna
- Campeão da Volta do ABC
- Campeão de resistência dos Jogos Abertos do Interior - SP

2002
- Campeão geral da Copa Rudy Project
- Campeão de 1 etapa da Volta do Chile
- Sexto colocado na Volta do Chile
- Vice-campeão do Desafio das Serras Catarinenses
- Campeão da Volta à Ilha - Florianópolis
- Campeão da Copa Hans Fischer - Pomerode - SC
- Campeão da Volta da Integração - Tubarão - SC
- Campeão de 1 etapa da Volta Internacional do Rio de Janeiro
- Campeão da Volta Internacional do Rio de Janeiro
- Vice-campeão da Volta do Litoral do Paraná
- Campeão sul-americano de contrarrelógio individual
- Campeão do Meeting Internacional de Goiânia
- Campeão do prólogo da Volta de Santa Catarina
- Campeão contrarrelógio da Volta de Santa Catarina
- Campeão da Volta Internacional de Santa Catarina
- Recordista brasileiro de perseguição individual - 4min43seg371

2003
- Campeão do GP Cidade de São Paulo
- Campeão de 2 etapas da Volta de Goiás
- Campeão geral da Volta de Goiás
- Campeão de 1 etapa da Volta do Litoral do Paraná
- Campeão geral da Volta do Litoral do Paraná
- 7° colocado geral e melhor brasileiro da Volta do Rio
- 5° colocado contrarrelógio no Campeonato Mundial "B" na Suíça
- 21° colocado resistência no Mundial "B" na Suíça
- Vice-campeão brasileiro de contrarrelógio individual
- 3° colocado brasileiro de resistência
- Vice-campeão da 9 de Julho
- 4º colocado nos Jogos Pan-Americanos de Santo Domingo – resistência
- Campeão do ranking brasileiro

2004
- Campeão geral da Volta Internacional do Rio de Janeiro
- Campeão de 1 etapa da Volta Internacional do Rio de Janeiro
- Campeão de 2 etapas da Volta Ciclística de São Paulo
- 5º colocado na Volta Ciclística de São Paulo
- 4º colocado na Volta Ciclística de Porto Alegre
- Participação nas Olimpíadas de Atenas
- Campeão do ranking brasileiro

2005
- Campeão geral do Tour de Santa Catarina
- Campeão de 1 etapa do Tour de Santa Catarina
- 2º colocado na Volta Ciclística de Porto Alegre
- 5º colocado na Volta Ciclística de São Paulo
- Participação no Mundial de Ciclismo em Madri
- Campeão do ranking brasileiro

2006
- Campeão da Volta Ciclística de Goiás
- Campeão de 2 etapas da Volta Ciclística de Goiás
- Campeão de 1 etapa da Volta Ciclística do Paraná
- Campeão geral da Volta Ciclística do Paraná
- Participação no Mundial de Ciclismo na Áustria
- 5º colocado no Campeonato Pan-Americano de Ciclismo – resistência

2007
- Campeão por equipes da Volta Ciclística de São Paulo
- Campeão por equipes da Volta Ciclística do Rio de Janeiro
- 3º colocado por equipes na Volta Ciclística por Un Chile Líder
- Campeão do 1º Desafio Márcio May de Ciclismo de Estrada e Mountain Bike em Rio do Sul
- Campeão do prólogo (contrarrelógio por equipes) do Tour de Santa Catarina

2013
- 2º colocado na categoria máster da Ultramaratona de Mountain Bike Brasil Ride

2015
- Campeão da UWCT Máster em Botucatu - SP
- Campeão Brasil Ride Warm-up em Botucatu - SP